# Centre de gir

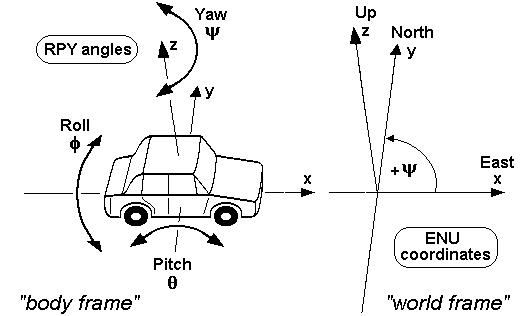
Angle RPY dels cotxes i altres vehicles terrestres (anglès roll, pitch, yaw)

El centre de gir d'un vehicle és el punt imaginari en què les forces de viratge de la suspensió reaccionen amb la carrosseria del vehicle.
Hi ha dues definicions o conceptes del centre de gir. El més utilitzat és el centre de gir geomètric (o cinemàtic), mentre que la Society of Automotive Engineers utilitza una definició basada en la força.

## Definició
- El centre geomètric del gir està dictat únicament per la geometria de la suspensió i es pot trobar utilitzant els principis del centre de rotació instantani .
- El centre del gir basat en la força, segons el SAE dels EUA, és "El punt del pla vertical transversal a través de qualsevol parell de centres de rodes en els quals es poden aplicar forces laterals a la massa ressortida sense produir girs de suspensió".

La ubicació lateral del centre del rodet sol situar-se a la línia central del vehicle quan la suspensió dels costats esquerre i dret del cotxe són imatges reflectides entre si.
La importància del centre de rodet només es pot apreciar quan també es té en compte el centre de massa del vehicle. Si hi ha una diferència entre la posició del centre de massa i el centre de gir es crea parell de forces. Quan el vehicle experimenta velocitat angular per raó de les corbes, la longitud del braç moment, combinada amb la rigidesa de les molles i, possiblement, de les barres antiroll (també anomenada "barra antivibració"), defineix quant girarà el vehicle. Això també té altres efectes, com ara la transferència dinàmica de càrrega.

## Aplicació
Quan el vehicle gira, els centres de gir migren. S'ha demostrat que l'alçada central de gir afecta el comportament en l'inici de girs com l'agilitat i el control inicial de gir.

## Mètodes de prova
Els mètodes actuals d'anàlisi de centres instantanis de rodes individuals han donat resultats més intuïtius dels efectes de la transferència de pes sense gir. Aquest tipus d'anàlisi és més conegut com el mètode anti-lateral. Aquí és on es prenen les ubicacions centrals instantànies individuals de cada cantonada del cotxe i després es calcula el vector de reacció vertical resultant a causa de la força lateral. Aquest valor es té llavors en compte en el càlcul d'una força de descàrrega i una transferència de pes lateral. Aquest mètode funciona particularment bé en circumstàncies en què hi ha asimetries en la geometria de la suspensió d'esquerra a dreta.
L'equivalent pràctic de l'anterior és empènyer lateralment la superfície de contacte dels pneumàtics i mesurar la relació del canvi de càrrega vertical amb la força horitzontal.